# Gavin Hastings
Andrew Gavin Hastings (Edimburgo, 3 gennaio 1962) è un ex rugbista a 15 ed ex giocatore di football americano britannico, internazionale per la Scozia, rappresentativa nella quale, nel ruolo di estremo, vanta tra il 1986 e il 1995 61 presenze con 667 punti che, all'epoca del suo ritiro nel 1997, costituivano il record internazionale per il suo Paese prima di essere superato da Chris Paterson. Hastings prese anche parte a due tour dei British and Irish Lions dei quali, con 66 punti marcati, è il secondo miglior realizzatore di sempre dopo Jonny Wilkinson (67 punti).
Giudicato tra i migliori rugbisti a 15 che la Scozia abbia mai espresso, figura dal 2003 nell'International Rugby Hall of Fame.